# Hypsugo musciculus
Hypsugo musciculus är en fladdermusart som beskrevs av Thomas 1913. Hypsugo musciculus ingår i släktet Pipistrellus och familjen läderlappar. IUCN kategoriserar arten globalt som otillräckligt studerad. Inga underarter finns listade i Catalogue of Life.
Denna fladdermus förekommer med flera från varandra skilda populationer i Afrika. Den hittades i Sierra Leone, i Ghana och från södra Kamerun till västra Kongo-Kinshasa. Habitatet varierar mellan torra och fuktiga skogar samt savanner.
Arten har 23 till 26 mm långa underarmar, en 21 till 26 mm lång svans och 8 till 11 mm stora öron. Ett exemplar vägde 3,8 g och andra storleksuppgifter saknas.
Vilande exemplar hittades i håligheter i träd (bland annat palmer av släktet Raphia) och i byggnader.